# Słodka Irma
Słodka Irma (ang. Irma la Douce) – amerykański film z 1963 roku w reżyserii Billy’ego Wildera. Komedia romantyczna będąca adaptacją francuskiego musicalu o tym samym tytule Alexandre Brefforta i Marguerite Monnot.

## Fabuła
Do paryskiej dzielnicy Les Halles zostaje przeniesiony młody, uczciwy policjant Nestor Patou (Jack Lemmon). Naiwnie pragnie zaprowadzić porządek wśród społeczności pochodzącej z marginesu społecznego. Organizuje nalot na hotel Casanova, gdzie pracują prostytutki i aresztuje kilka kobiet. Zamiast pochwały zostaje zwolniony ze służby, ponieważ jak się okazuje, wśród stałych gości odwiedzających to miejsce jest jego przełożony, inspektor Lefevre (Herschel Bernardi). 
Załamany udaje się do popularnego wśród alfonsów i prostytutek baru Chez Moustache. Tam dochodzi do bójki z jednym z sutenerów Hippolyte (Lou Jacobi), Nestor wygrywa walkę, czym zyskuje szacunek. Trudniące się nierządem kobiety oczekują, że teraz on będzie ich obrońcą i opiekunem. Zauroczony jedną z kobiet, nazywaną Słodką Irmą (Shirley MacLaine), chce wyciągnąć ją z tego środowiska. Od tej chwili wciela się w podwójną rolę. Z pomocą właściciela baru, Moustache (Lou Jacobi), zmienia wygląd i udając angielskiego Lorda X zostaje jedynym klientem Irmy. Maskarada jednak wymyka się z spod kontroli i Nestor zaczyna być zazdrosnym o arystokratę, czyli samego siebie. Postanawia go uśmiercić. Wrzuca do Sekwany ubrania Lorda X, aby upozorować jego śmierć. Świadkiem tego jest śledzący go Hippolyte. Nestor zostaje aresztowany za morderstwo. Gdy dowiaduje się, że Irma jest w ciąży ucieka z więzienia. Przebiera się w ubranie lorda, dzięki czemu zostaje oczyszczony z zarzutów i może poślubić Słodką Irmę.   
Shirley MacLaine otrzymała za tę rolę nominację do Oscara w 1964 roku.  

## Obsada
- Jack Lemmon jako Nestor Patou / Lord X
- Shirley MacLaine jako Irma la Douce
- Lou Jacobi jako Moustache
- Bruce Yarnell jako Hippolyte
- Grace Lee Whitney jako Kozaczka Kiki
- Joan Shawlee jako Amazonka Annie
- Hope Holiday jako Lolita
- Sheryl Deauville jako Carmen
- Harriette Young jako Mimi „MauMau”
- Herschel Bernardi jako inspektor Lefevre
- Cliff Osmond jako sierżant policji
- Tura Satana jako Suzette Wong
- Billy Beck jako oficer Dupont
- Edgar Barrier jako generał Lafayette
- Bill Bixby jako wytatuowany francuski żeglarz
- James Caan jako żołnierz z radiem
- Louis Jourdan jako narrator
- Paul Frees jako narrator
- Howard McNear jako dozorca

## Nagrody
- Nagroda Akademii Filmowej 1964
  - Najlepsza adaptacja muzyki – Oscar dla Andrégo Previna
- Złoty Glob 1964
  - Złoty Glob dla najlepszej aktorki w filmie komediowym lub musicalu – Shirley MacLaine
- David di Donatello 1964
  - Najlepsza aktorka zagraniczna – Shirley MacLaine
- Laurel Awards 1964
  - Top Male Comedy Performance – Jack Lemmon
  - Top Female Comedy Performance – Shirley MacLaine